# Luteránská katedrála (Sibiu)
Luteránská katedrála (rumunsky Biserica Evanghelică de Confesiune Augustană din România) v rumunském městě Sibiu v Sedmihradsku je katedrála luteránské Evangelické církve augsburského vyznání v Rumunsku.

## Historie
Katedrála v Sibiu byla postavena ve 14. století na místě románského kostela z 12. století, původně jako katolický farní kostel Panny Marie. V polovině 16. století se však kostel stal luteránskou katedrálou, protože Johannes Honter převedl Sedmihradské Sasy na protestantismus. Po tři staletí sloužil jako pohřebiště starostů, hrabat a dalších osobností ze Sibiu. Tato praxe byla zakázána v roce 1796, ale výjimka byla učiněna v roce 1803, kdy byl v kryptě uložen baron Samuel von Brukenthal.

## Popis
Pětihrotá věž katedrály je vysoká cca 73 m; je viditelná zdaleka ze všech stran města, každá strana věže má délku 11 metrů.
V hlavní lodi katedrály se nachází několik pozoruhodných náhrobníků. Zajímavá je také velká freska z roku 1445, která zobrazuje výjevy ze života, utrpení a nanebevstoupení Ježíše Krista. Nazývá se Rosenauská freska po svém tvůrci, umělci Johannesu von Rosenau. Bronzová křtitelnice katedrály byla údajně odlita z roztaveného osmanského děla.

### Varhany
V katedrále jsou umístěny dvoje velké varhany. První z nich prý byly do kostela přivezeny v roce 1350, současné Sauerovy varhany byly postaveny v letech 1914 až 1915. Sauerovy varhany jsou se 78 rejstříky největším nástrojem v Sedmihradsku.
Dále jsou zde Hahnovy varhany, postavené v roce 1748 sedmihradským varhanářem Johannesem Hahnem. V letech 1988 a 2008 byly restaurovány.

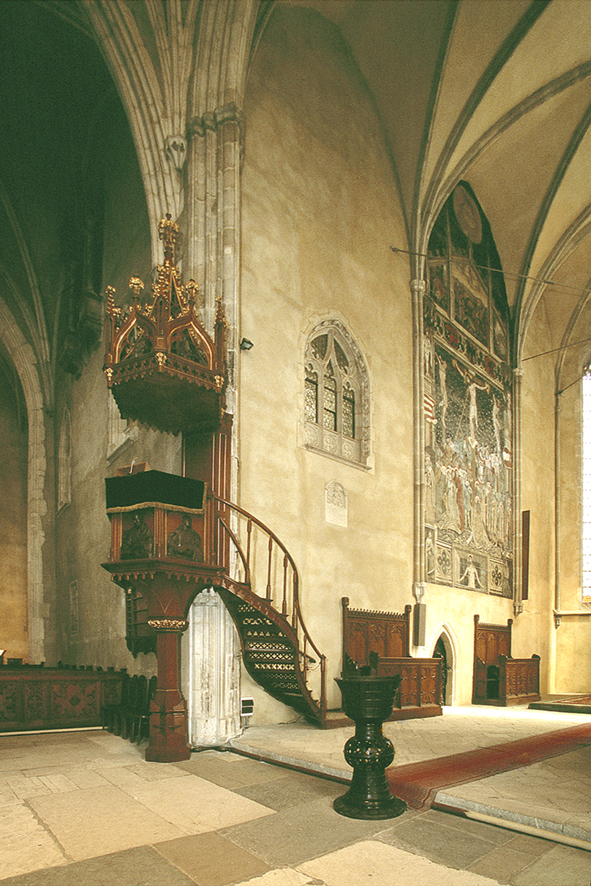
Kazatelna, křtitelnice, chór, v pozadí Rosenauská freska
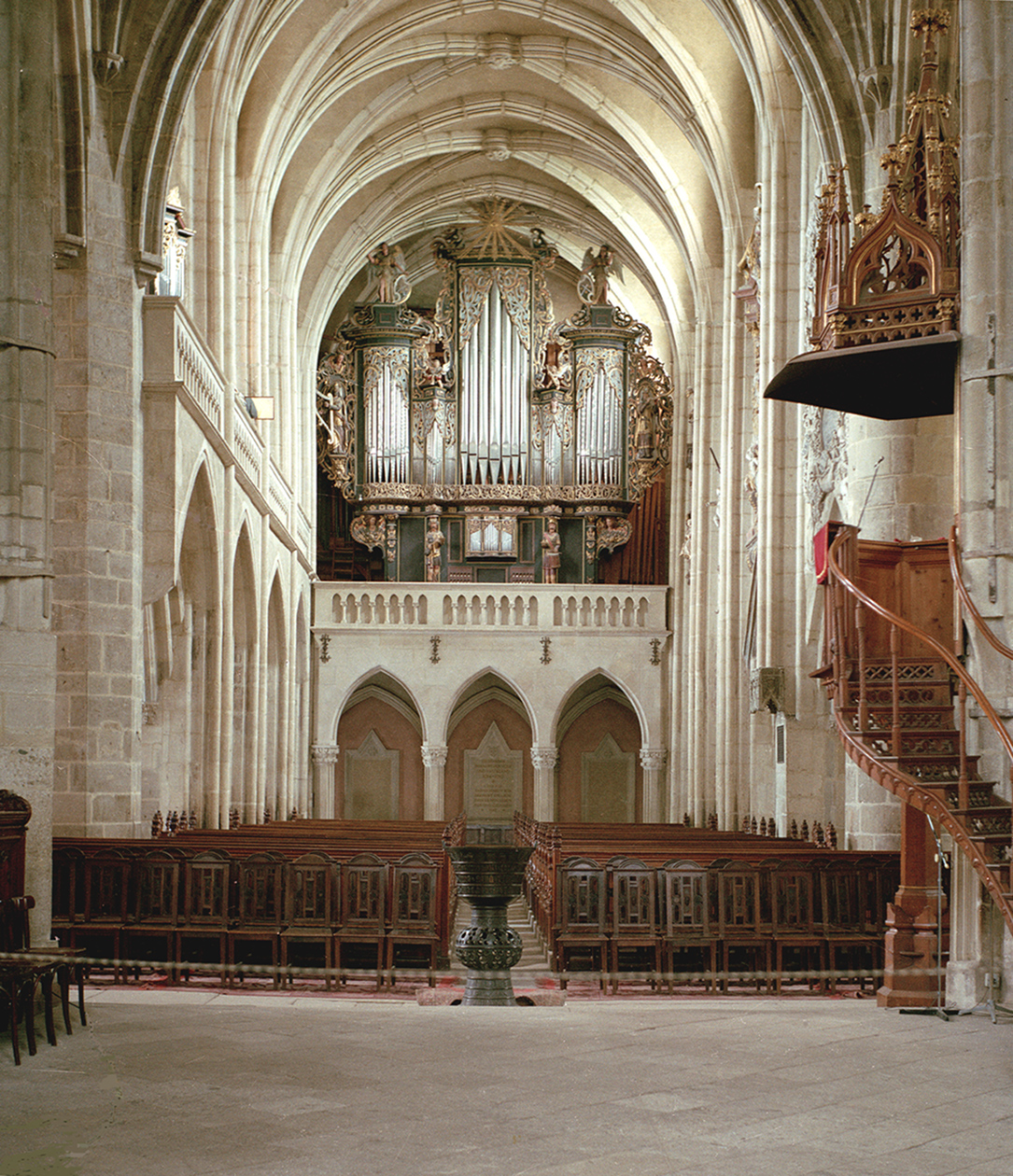
Varhany od varhanáře Sauera